# 中山東路 (中壢區)
中山東路，為臺灣桃園市中壢區西北－東南向的主要道路之一，不僅是臺鐵中壢後站地區的交通動脈，也是八德區通往中壢區的主要道路。此路共分為四段，起於新街溪，往西銜接中山路；終於崁頂路，往南銜接長興路。全線隸屬於市道114號的一部份。

## 沿經行政區域
- 桃園市
  - 中壢區

## 分段
(由西北至東南)
- 一段：新街溪－幸福街
- 二段：幸福街－龍興路與金峰二街
- 三段：龍興路與金峰二街－榮民南路
- 四段：榮民南路－崁頂路

## 車道配置
(由西北至東南)

### 目前
- 新街溪－中北路：雙向各一車道
- 中北路－環中東路與環中東路二段：
  - 北向：單車道
  - 南向：二車道
- 環中東路與環中東路二段－龍興路與金峰二街：雙向各三車道並設置中央綠化安全島
- 龍興路與金峰二街－崁頂路：雙向各一車道

### 未來[1][2]
- 新街溪－中北路：雙向各一車道
- 中北路－環中東路與環中東路二段：
  - 北向：單車道
  - 南向：二車道
- 環中東路與環中東路二段－龍興路與金峰二街：雙向各三車道並設置中央綠化安全島
- 龍興路與金峰二街－中山東路三段230巷：雙向各二車道
- 中山東路三段230巷－龍文街：雙向各二車道
- 龍文街－崁頂路：雙向各一車道

## 主要結點
(由西北至東南)
- 普義路
- 中北路
- 環中東路
- 龍慈路
- 仁慈路
- 榮民南路
- 龍東路
- 崁頂路

## 沿線設施
(由西北至東南)

### 中山東路一段
- 中原陸橋
- 新天地游泳池(336號)

### 中山東路二段
- 桃園市政府警察局中壢分局普仁派出所 （页面存档备份，存于）(361號)
- 國軍退除役官兵輔導委員會桃園市榮民服務處(375號)
- 桃園市中壢區普仁國民小學（页面存档备份，存于）(425號)
- 家樂福中壢店 （页面存档备份，存于）(510號)
- 長慎醫院 （页面存档备份，存于）(525號)

### 中山東路三段
- 桃園市中壢區富台國民小學（页面存档备份，存于）(369號)
- 南亞技術學院(414號)
- 榮民製藥股份有限公司(447號)
- 衛生福利部中央健康保險署北區業務組 （页面存档备份，存于）(525號)